# Darnyćkyj szowkowyj kombinat
Darnyćkyj szowkowyj kombinat (DSzK, tł. Darnicki Kombinat Jedwabniczy) – zakład przemysłowy założony w Kijowie w 1947 roku na miejscu zniszczonego kombinatu sukiennego, specjalizujący się w produkcji tkanin jedwabnych. Kombinat odegrał ważną rolę w przemyśle tekstylnym ZSRR, wyróżniając się rozwojem technologicznym i skalą produkcji. Był znany z wykorzystania ukraińskich motywów ludowych w projektach tkanin oraz realizacji zamówień dla prestiżowych obiektów. W latach 70. i 80. XX wieku przeszedł modernizację, jednak po upadku ZSRR w 1991 roku doświadczył kryzysu produkcyjnego, a następnie został sprywatyzowany i przekształcony w spółkę akcyjną „Darna”. Część infrastruktury kombinatu została zmodernizowana i zaadaptowana do celów komercyjnych i kulturalnych.

## Historia
Darnicki Kombinat Jedwabniczy powstał w Kijowie w 1947 roku na miejscu zniszczonego kombinatu sukiennego przy ulicy Popudrenka 88/3 , którego odbudowę uznano za niecelową. Z inicjatywy Ministerstwa Przemysłu Tekstylnego USRR rozpoczęto budowę nowego kombinatu jedwabniczego o planowanej wydajności 11,2 mln metrów tkanin rocznie i 1000 krosien. Produkcję uruchomiono prowizorycznie już w 1948 roku, przed ukończeniem budowy, wykorzystując zniszczone budynki i magazyny. Maszyny instalowano m.in. w zdewastowanym domu mieszkalnym. Mimo rozbudowy kombinatu w 1949 roku warunki pracy w Darnickim Kombinacie Jedwabniczym pozostawały trudne, a wielu pracowników żyło w ubóstwie. W ramach wsparcia przydzielono im działki ogrodnicze na Woskresence, przeznaczone wyłącznie pod zabudowę gospodarczą, by mogli samodzielnie uprawiać warzywa. Inicjatywa ta, mimo ograniczeń, została dobrze przyjęta .
W okresie powojennym Darnicki Kombinat Jedwabniczy odgrywał znaczącą rolę w przemyśle tekstylnym ZSRR, wyróżniając się skalą produkcji i poziomem technologicznym, często przewyższając kombinaty w Moskwie i Iwanowie. Był również elementem propagandy – jego pracownicy brali udział w defiladach na Chreszczatyku jako symbol zaangażowania przemysłu w realizację celów partyjno-państwowych. W 1956 roku pracownicy założyli park, a w 1966 roku kombinat został odznaczony Orderem Lenina. Produkowano tu m.in. tkaniny z ukraińskimi motywami, które cieszyły się dużym zainteresowaniem, również wśród renomowanych hoteli (np. hotel „Tarasowa Hora” i „Moskwa”). Jako kombinat wzorcowy, DSzK gościł delegacje partyjne, w tym Fidela Castro, który w 1963 roku rozpoczął wizytę w Ukrainie właśnie od tego kombinatu .
W 1970 roku w kombinacie wyprodukowano 51 mln m tkanin jedwabnych i 1,6 mln m bawełnianych, a w 1977 roku odpowiednio 63 mln m i 2 mln m . Na przełomie lat 70. i 80. XX wieku kombinat przechodził rozbudowę i modernizację, obejmującą unowocześnienie parku maszynowego oraz infrastruktury technicznej. Uruchomiono m.in. trzecią farbiarnię, rozbudowano halę tkacką, wdrożono instalacje do oczyszczania wody i nowy węzeł cieplny. Kombinat postrzegano wówczas jako dynamicznie rozwijające się przedsiębiorstwo z perspektywą dalszego wzrostu .
Po rozpadzie ZSRR i załamaniu gospodarki planowej działalność kombinatu niemal całkowicie ustała. W 1993 roku został sprywatyzowany i przekształcony w spółkę akcyjną „Darna”. Od początku XXI wieku część infrastruktury zaadaptowano do celów komercyjnych – w 2001 roku powstał kompleks handlowy „Darynok”, a później centrum coworkingowe i przestrzeń artystyczna „Artzawod Płatforma”. Inwestorem był izraelski przedsiębiorca. Obiekty pozakładowe zaczęły pełnić funkcje kulturalne i komercyjne .

## Projekty
Proces projektowania tkanin w Darnickim Kombinacie Jedwabniczym opierał się na wykorzystaniu ukraińskich motywów ludowych, których wzory artyści kombinatowi gromadzili w różnych regionach Ukrainy. Odzwierciedleniem tej inspiracji są nazwy tkanin, takie jak „Barwinok i Hucułka”, „Konwalija i Czerwona ruta”, „Mariczka i Lisowa pisnia” czy „Czeremszyna i Werbiczka” .
Kombinat realizował również prestiżowe zamówienia na dekoracyjne tkaniny dla hoteli „Tarasowa Hora” w Kaniewie i „Moskwa” (obecnie „Ukraina”) w Kijowie. Projekty wzorów wykonali artyści plastycy: Alina Łamach, Ludmyła Żohol, Tetiana Iwanowa, Hryhorij Lachow oraz Mykoła Bondarenko .

## Nagrody
- 1966 – Order Lenina